# Liên đoàn bóng đá Nam Á
Liên đoàn bóng đá Nam Á (tiếng Anh: South Asian Football Federation; viết tắt là: SAFF), thành lập năm 1997, là tổ chức quản lý bóng đá ở khu vực Nam Á. Các thành  viên tham gia thành lập là Bangladesh, Ấn Độ, Maldives, Nepal, Pakistan và Sri Lanka. Bhutan gia nhập liên đoàn năm 2000 và Afghanistan năm 2005.. Nhà vô địch hiện tại của SAFF là Ấn Độ sau khi họ đánh bại Afghanistan 4-0.

## Thành viên
- Bangladesh 1997
- Ấn Độ 1997
- Maldives 1997
- Nepal 1997
- Pakistan 1997
- Sri Lanka 1997
- Bhutan 2000
- Afghanistan (2005-2014); từ năm 2014 chuyển sang trực thuộc Liên đoàn bóng đá Trung Á

## Chủ tịch
| Chủ tịch        | Năm                             |
| --------------- | ------------------------------- |
| Ganesh Thapa    | 1999 - Tháng 10, 2009           |
| Kazi Salahuddin | Tháng 10, 2009 - Tháng 10, 2012 |

## Giải vô địch bóng đá Nam Á
Giải vô địch bóng đá Nam Á, cũng được gọi là Cup Liên đoàn bóng đá Nam Á (trước đó gọi là Cup Vàng Liên đoàn bóng đá Nam Á), là giải bóng đá dành cho các quốc gia và vùng lãnh thổ tại Nam Á. Giải được tổ chức hai năm một lần.